# De Jammer
De Jammer is een gehucht in de gemeente Westerkwartier in de provincie Groningen. Het plaatsje ligt aan een doodlopende weg die uitkomt op de weg van Boerakker naar Enumatil. Tot 1990 hoorde het bij de toenmalige gemeente Leek en werd het onderdeel van gemeente Marum tot diens opheffing in 2019. Het gehucht bestaat uit een aantal kleine huisjes die verspreid rond het weggetje liggen.
De naam De Jammer is afgeleid van rampspoed. Het ligt vrijwel geïsoleerd, aan de noordzijde door de Enumatilster Matsloot, aan de westzijde ligt een moerasachtig gebied, en aan de oostzijde loopt de Feithwijk.